# ボーナススピンジョーカーズワイルド
ボーナススピンジョーカーズワイルド はシグマ（現KeyHolder）社が製造・販売しているメダルゲームのスロットマシン。
SUPER 8 WAYSシリーズの一つで、ボーナススピンシリーズの2作目でもある。
通称はBSJ。(シグマがゲームごとに名づけていた略称)
1998年の発売以来、2020年現在でも設置しているゲームセンターは多く、この機種を好んでプレイするプレイヤーも多い。
1998年当時に販売されたゲーム筐体はHD-WDという型番のもので、19インチブラウン管モニタが搭載されたタイプだったが、シグマ社はそれまでに販売していた旧筐体(HR-WD)用のボーナススピンジョーカーズワイルド交換キットを販売していたため、古い旧筐体(HR-WD)や、1998年当時の筐体(HD-WD)、そして、その後に販売された新型筐体(VD-WDD)に搭載されたボーナススピンジョーカーズワイルドを、現在でもゲームセンターで見ることができる。
動作するゲーム基板(システム基板)は、シグマ製のB88-1Dと、SG97VM-1。
ROMの型番は、WWV2047-xxx(末尾のxxxはマイナーバージョンを示す)。
現在のアドアーズの店舗では、プレミアムメダル(ゴールドメダル)の投入時に50クレジットが加算される特別仕様のROMが投入されているが、ゲームの内容についてはアドアーズ向けのROMと、アドアーズ以外の店舗向けのROMの違いは無い。

## 概要
基本的なルールに関してはボーナススピンジョーカーズダブル（以下、BSJD）と同様なので、BSJDの項目を参照。
ただし、BSJDと比べて絵柄の数が多い、全ての絵柄に個数による配当が存在する、ジョーカーが含まれていても配当は倍にならない等の違いがある。

## 絵柄と配当
ジョーカーはどの絵柄に対しても有効。ただし、BSJDとは異なり配当は倍にならない（ダブルダウン時も同様）。

### 絵柄揃い時の配当
| 絵柄                         | 配当  |
| ---------------------------- | ----- |
| ジョーカー                   | 100倍 |
| 青7                          | 50倍  |
| 赤7                          | 30倍  |
| エニー7(色違いの7が3つ)      | 20倍  |
| BAR                          | 10倍  |
| スター                       | 7倍   |
| メロン                       | 5倍   |
| グレープ                     | 3倍   |
| ウォーターメロン             | 2倍   |
| プラム                       | 1倍   |
| チェリー                     | 1倍   |
| センタージョーカー(トリガー) | 1倍   |

### 個数による配当
以下、配当は倍数を表す。
| 個数    | チェリー | プラム | ウォーターメロン | グレーブ | メロン | スター | BAR  | エニー7 |
| ------- | -------- | ------ | ---------------- | -------- | ------ | ------ | ---- | ------- |
| 9個全て | 1000     | 1500   | 2000             | 3000     | 4000   | 5000   | 6000 | 8000    |
| 8個     | 200      | 300    | 400              | 600      | 1000   | 1500   | 2000 | 4000    |
| 7個     | 40       | 60     | 80               | 120      | 200    | 300    | 500  | 1000    |
| 6個     | 10       | 15     | 20               | 30       | 40     | 60     | 100  | 200     |
| 5個     | 2        | 3      | 4                | 6        | 10     | 15     | 25   | 50      |
| 4個     | 1        | 1      | 1                | 2        | 2      | 3      | 4    | 5       |
| 3個     | -        | -      | -                | -        | -      | 1      | 1    | 1       |